# Överkalix tingslag
Överkalix tingslag var ett tingslag i Norrbottens län i mellersta Norrbotten. Tingslagets område omfattade nuvarande Överkalix kommun. Ytan var 1934 2 931 km², varav land 2779, och där fanns 7 803 invånare. Tingsställe var kyrkbyn Bränna.
Efter Korpilombolo sockens bildande 1856 var denna socken delad på tre tingslag: Pajala, Överkalix och Övertorneå tingslag. Denna oregelbundenhet upphörde 1 januari 1873 (enligt beslut 15 mars 1872) då Korpilombolo socken utbröts ur dessa tre tingslag för att bilda ett eget tingslag (Korpilombolo tingslag). Överkalix tingslag upphörde 1 januari 1948 (enligt beslut den 10 juli 1947) och verksamheten överfördes till Kalix domsagas tingslag.
Tingslaget hörde mellan 1680 och 1838 till Västerbottens norra kontrakts domsaga (från 1820 benämnd Norrbottens domsaga), mellan 1839 och 1877 till Norrbottens norra domsaga och från 1877 till Kalix domsaga.

## Socknar
Tingslaget omfattade följande socknar:
- Överkalix socken
- del av Korpilombolo socken (1856-1873)[1]

## Befolkningsutveckling
| Befolkningsutvecklingen i Överkalix tingslag 1805–1945 | Befolkningsutvecklingen i Överkalix tingslag 1805–1945 | Befolkningsutvecklingen i Överkalix tingslag 1805–1945 | Befolkningsutvecklingen i Överkalix tingslag 1805–1945 | Befolkningsutvecklingen i Överkalix tingslag 1805–1945 |
| --- | ------------------------------------------------------ | ------------------------------------------------------ | ------------------------------------------------------ | ------------------------------------------------------ |
| |                                                        |                                                        |                                                        |                                                        |
| År |                                                        |                                                        | Folkmängd                                              |                                                        |
| 1805 | 1805                                                   |                                                        | 1 481                                                  |                                                        |
| 1810 | 1810                                                   |                                                        | 1 537                                                  |                                                        |
| 1820 | 1820                                                   |                                                        | 1 784                                                  |                                                        |
| 1830 | 1830                                                   |                                                        | 2 062                                                  |                                                        |
| 1840 | 1840                                                   |                                                        | 2 123                                                  |                                                        |
| 1850 | 1850                                                   |                                                        | 2 500                                                  |                                                        |
| 1860 | 1860                                                   |                                                        | 2 913                                                  |                                                        |
| 1870 | 1870                                                   |                                                        | 3 921                                                  |                                                        |
| 1880 | 1880                                                   |                                                        | 4 217                                                  |                                                        |
| 1890 | 1890                                                   |                                                        | 4 834                                                  |                                                        |
| 1900 | 1900                                                   |                                                        | 5 539                                                  |                                                        |
| 1910 | 1910                                                   |                                                        | 6 013                                                  |                                                        |
| 1920 | 1920                                                   |                                                        | 6 517                                                  |                                                        |
| 1930 | 1930                                                   |                                                        | 7 396                                                  |                                                        |
| 1935 | 1935                                                   |                                                        | 8 008                                                  |                                                        |
| 1940 | 1940                                                   |                                                        | 8 564                                                  |                                                        |
| 1945 | 1945                                                   |                                                        | 9 170                                                  |                                                        |
| Anm: Del av Överkalix tingslag utbruten 1873 till Korpilombolo tingslag. För åren 1805-1945: befolkning enligt folkräkning 31 december enligt den administrativa indelningen den 1 januari följande år. |                                                        |                                                        |                                                        |                                                        |